# Микляево (городской округ Клин)
Микляево — деревня в Клинском районе Московской области, в составе Воронинского сельского поселения. Население — 12 чел. (2010). До 2006 года Микляево входило в состав Слободского сельского округа
Деревня расположена в северной части района, примерно в 27 км к северо-северо-востоку от райцентра Клин, у границы с Тверской областью, на правом берегу малой речки Малаховка (приток реки Крутец), высота центра над уровнем моря 137 м. Ближайший населённый пункт — деревня Задний Двор в 1,5 км на юго-запад.

## Население
| 2002 | 2006 | 2010 |
| ---- | ---- | ---- |
| 17   | ↗18  | ↘12  |